# 蓋爾斯堡鎮區 (堪薩斯州金曼縣)
蓋爾斯堡鎮區（英語：Galesburg Township）為美國堪薩斯州金曼縣轄下的鎮區。2010年美国人口普查中此鎮區人口有218人。

## 地理
蓋爾斯堡鎮區涵蓋總面積為92.2平方（35.58平方英里），其中陸地面積為91.9平方（35.49平方英里），水域面積為0.23平方（0.09平方英里）或0.25%。海拔高度446（1,463英尺）。

## 人口統計
根據2010年美國人口普查，蓋爾斯堡鎮區人口有218人，其中男性有114人，女性有104人，人口密度為每平方公里2.37人，住房計103戶。鎮區內的白人有201人，非裔美國人有0人，美洲原住民有1人，亞裔美國人有0人，太平洋島裔美國人有0人，其他種族有6人，混血種族則有10人。此外鎮區內有15人為西班牙裔或拉丁裔美國人。此鎮區之年齡中位數為45.0歲，而男性年齡中位數為45.5歲，女性年齡中位數為45.0歲。

## 交通

### 主要公路
- 400號美國國道
- 17號堪薩斯州州道